# Out-Generaled
Pour plus de détails, voir Fiche technique et Distribution.
Out-Generaled est un film muet américain réalisé par Francis Boggs et sorti en 1911.

## Fiche technique
- Réalisation : Francis Boggs
- Scénario : Francis Boggs
- Production : William Nicholas Selig
- Date de sortie : États-Unis : 12 octobre 1911

## Distribution
- Sydney Ayres
- George Hernandez
- Nick Cogley
- Herbert Rawlinson
- Frank Clark
- James Dayton
- Leo Pierson
- Betty Harte
- Anna Dodge